# Desmia semivacualis
Desmia semivacualis là một loài bướm đêm trong họ Crambidae.